# 金蓮寺 (西尾市)
金蓮寺（こんれんじ）は、愛知県西尾市にある曹洞宗の寺院。山号は青龍山。本尊は不動明王。弥陀堂は国宝。

## 歴史
この寺の創建年代等については不詳であるが、もとは真言宗寺院光福寺の子院のひとつであったものを、暦応3年（1340年）足利尊氏が現在の場所に移し、青蓮山金蓮寺と号したという。江戸時代に入ると、この地の領主で江戸幕府の旗本である吉良氏の帰依を得、寛政年間（1789年 - 1801年）曹洞宗に改められた。

## 弥陀堂

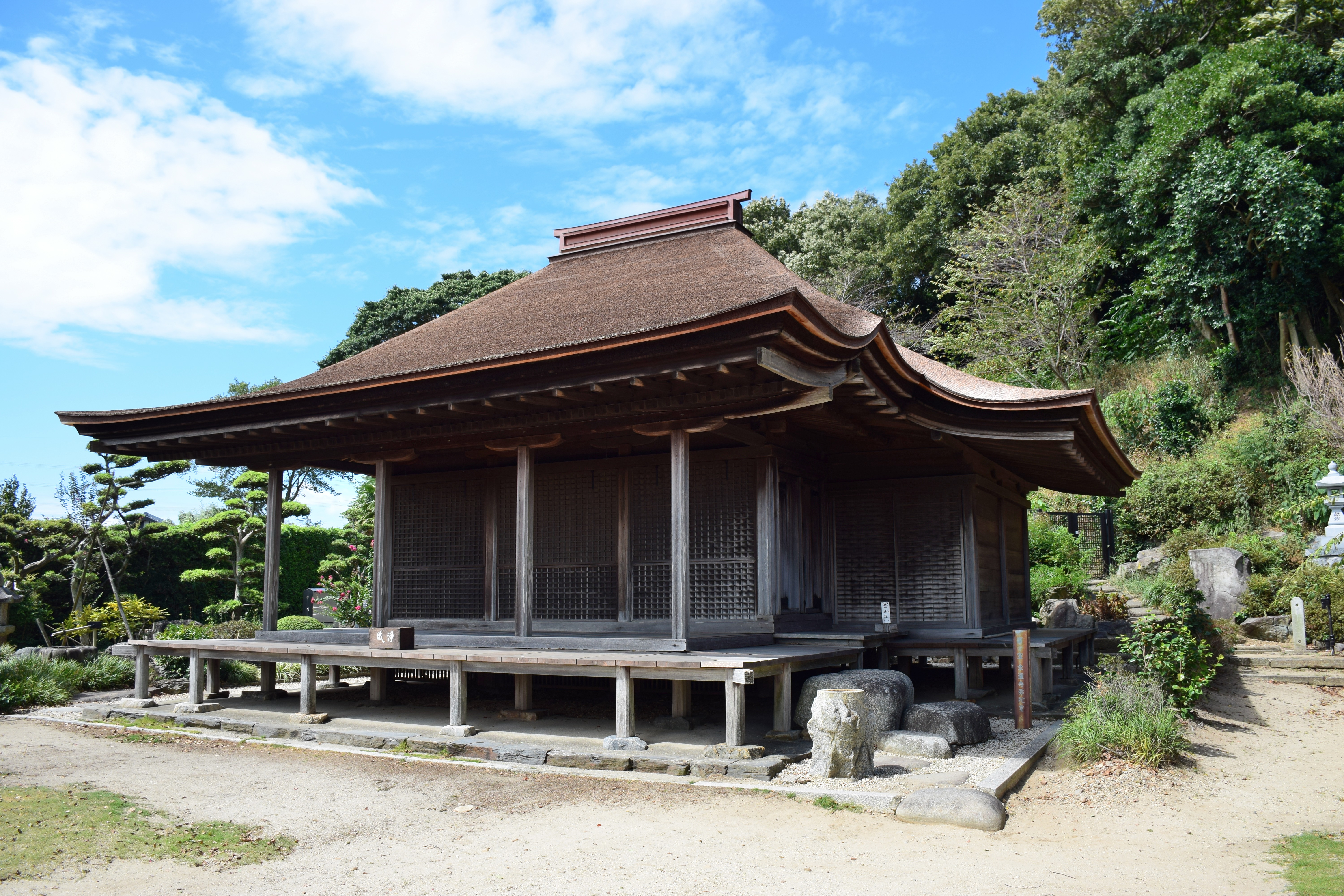
弥陀堂

西尾市金蓮寺弥陀堂は源頼朝が三河守護安達盛長に建てさせた「三河七御堂」の一であるとの伝承があるが、現存する弥陀堂は頼朝の時代よりはやや下った鎌倉時代中期の建立である。堂は方三間（桁行3間、梁間3間）、寄棟造、檜皮葺。平面形式は中尊寺金色堂に代表される一間四面阿弥陀堂の系譜を引くものであるが、内陣には四天柱を立てず、中心よりやや後退した位置に来迎柱を立て、来迎壁を設け、その前に須弥壇がある。壇上には阿弥陀三尊像を安置する。方三間の主体部の前面一間通りと向かって右側面の後寄り2間分には孫庇を設け、これらの上の屋根は縋破風（すがるはふ）とする。建物周囲にはさらに落縁をめぐらす。前述の2か所の孫庇のうち、右側面の部分は小部屋とする。正面側の孫庇は室内に取り込まれず、吹き放しとするが、外側の落縁よりは一段高く床板を張っている。柱上の組物は舟肘木を用い、柱間装置は正面3間をすべて蔀（しとみ）、側面と背面は板壁または板扉とする。垂木は地垂木を繁垂木（しげだるき）とし、飛檐垂木（ひえんだるき）は間隔を空けた疎垂木（まばらだるき）とする。この堂は、平面は平安期の阿弥陀堂の形式を基礎にしつつ、外観は蔀や疎垂木などに住宅風の意匠が用いられた特徴的な建築で、東海地方有数の古建築として貴重である 。

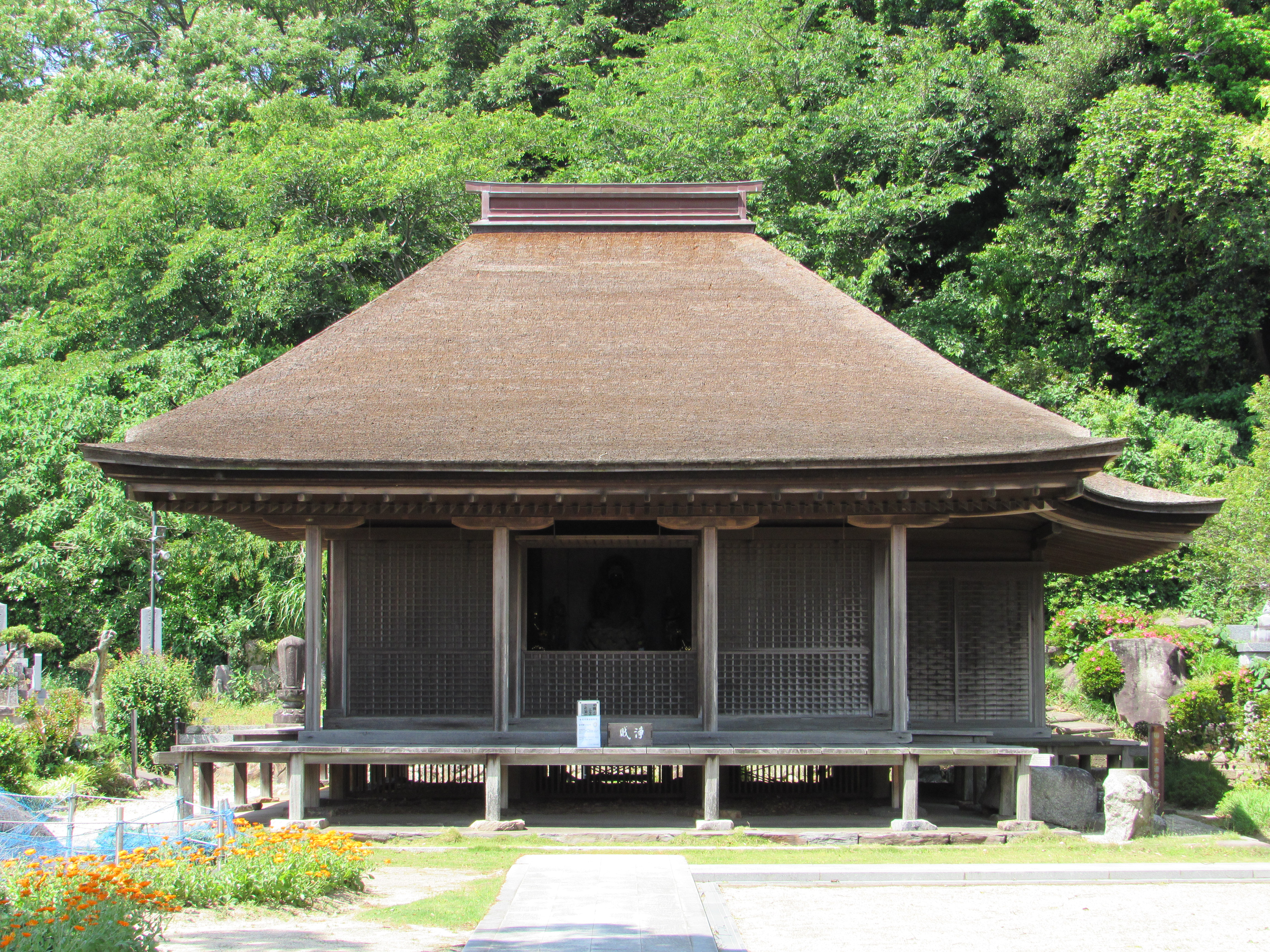
正面（中央の蔀戸が開いている）
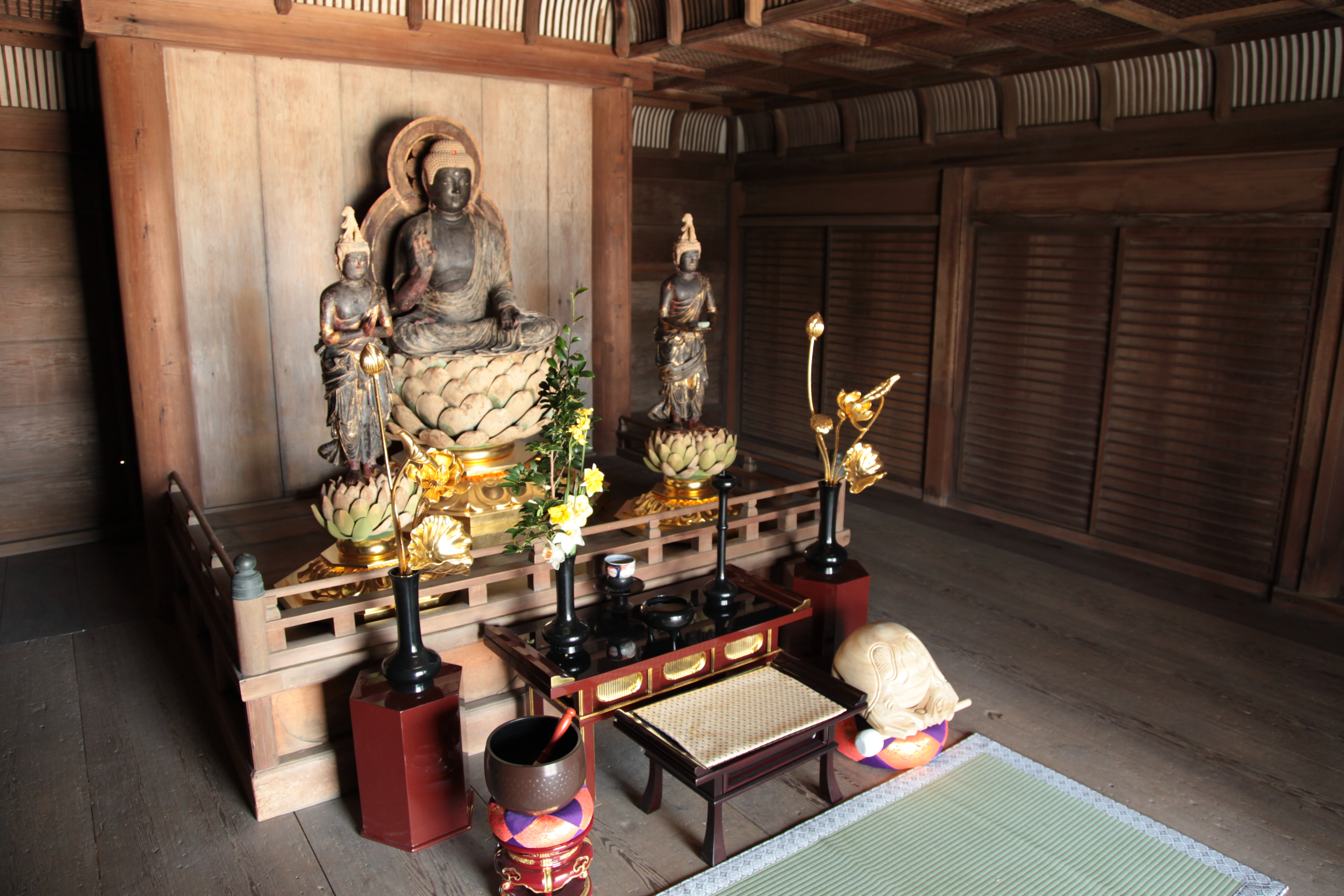
内部（須弥壇、来迎壁、舞良戸）
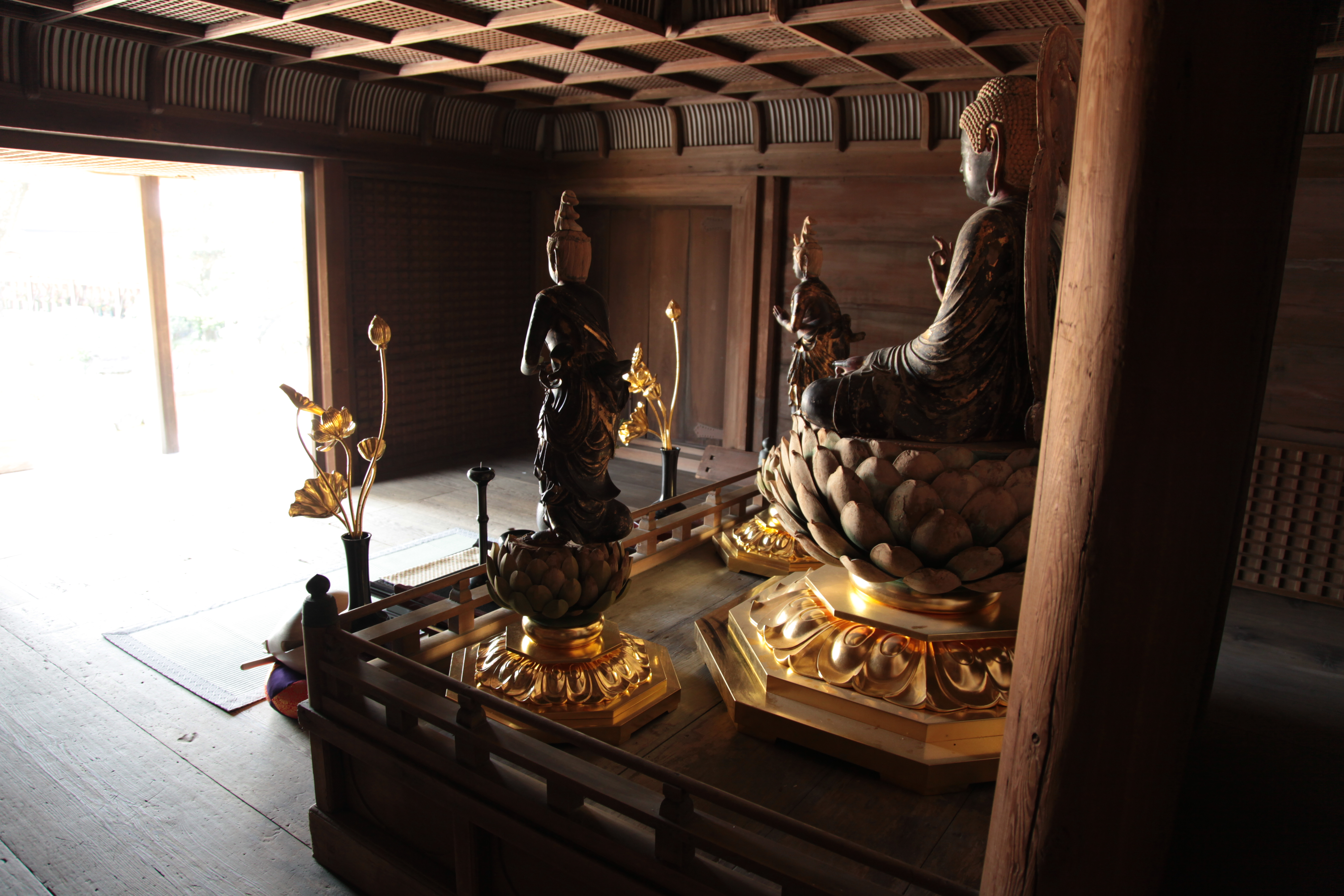
内部（別方向より）

## 文化財

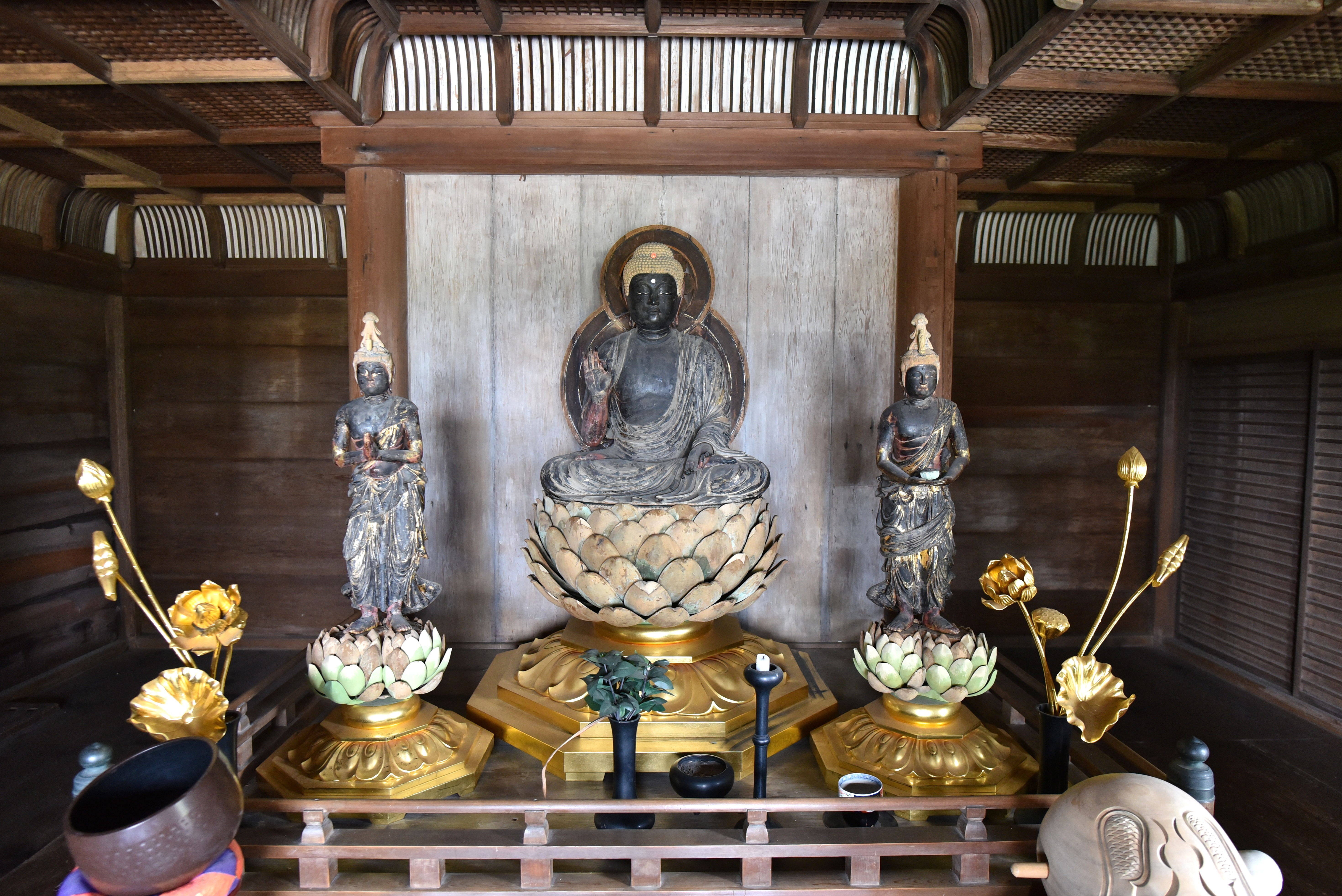
木造阿弥陀如来及び両脇侍像

### 国宝
- 弥陀堂[7]

### 愛知県指定有形文化財
- 木造阿弥陀如来及び両脇侍像[8]

### 西尾市指定文化財
- 写経大般若経[9]

## 所在地
- 愛知県西尾市吉良町饗庭七度ヶ入1